# Mladí křesťanští demokraté
Mladí křesťanští demokraté (MKD, v letech 1998–2004 Junior klub křesťanských demokratů) byl zapsaný spolek mladých konzervativně a křesťanskodemokraticky orientovaných lidí ve věku 15–35 let, který spolupracoval s KDU-ČSL. Jeho hlavní činností byla podpora křesťanskodemokratické politiky, lidoveckých volebních kampaní a pořádání vzdělávacích akcí. Posledním předsedou sdružení byl Benjamin Činčila. MKD zaniklo 5. června 2021 po sloučení s organizací Mladí lidovci.

## Historie
| Rok  | Členstvo |
| ---- | -------- |
| 1998 | 396      |
| 2001 | 120      |
| 2003 | 205      |
| 2004 | 299      |
| 2005 | 457      |
| 2006 | 607      |
| 2008 | 707      |
| 2010 | 694      |
| 2018 | 432      |
| 2020 | 78       |
| 2021 | 71       |

Vzniku celostátní organizace předcházel vznik různých místních lokálních lidoveckých „junior klubů“, k němuž docházelo postupně v roce 1997. 16. května 1998 pak vznikl jejich sloučením Junior klub křesťanských demokratů, který fungoval jakožto sdružení členů a příznivců KDU-ČSL a byl součástí organizačních struktur strany, se kterou uzavřel 5. září téhož roku smlouvu o spolupráci. Organizačně bylo sdružení koncipováno jako zastřešující organizace vysoce autonomních krajských sdružení a mělo zprvu charakter studentského sdružení. V roce 1998 MKD vykazovali 396 členů.
V roce 1999 došlo k oficiální registraci Junior klubu coby občanského sdružení pod jménem Mladí křesťanští demokraté, tento název se ale začal v organizaci a v KDU-ČSL důsledně užívat až v roce 2004. Smyslem registrace bylo jednak větší osamostatnění sdružení, jednak rozšíření možností žádat o finance. Ne všichni členové s tímto krokem souhlasili a mnoho z nich poté organizaci opustilo (v roce 2001 sdružení vykazovalo 120 členů), což mělo i rozsáhlé organizační dopady.
V roce 1998 existovaly krajské organizace ve všech krajích, ovšem po osamostatnění sdruženi v roce 1999 došlo k rozsáhlým turbulencím – některé krajské organizace zanikaly pro nedostatek členů a nulovou činnost, jihočeská se navíc dočasně odštěpila. Situaci navíc zkomplikovala reforma územně samosprávních celků realizovaná v roce 2000, která vedla k následné územní restrukturalizaci organizace. Faktická celostátní působnost MKD, reprezentovaná funkčními krajskými organizacemi ve všech krajích, byla obnovena v roce 2006. V září tohoto roku organizace vykazovala 607 členů.
Formální oddělení MKD mělo i nepříjemné dopady na spolupráci s KDU-ČSL, která nelibě nesla zejména snahu MKD se osamostatnit a přijímat vlastní politická stanoviska. Díky tomu vázla i spolupráce dohodnutá výše zmíněnou smlouvou a v roce 2004 byla ze strany KDU-ČSL konstatována neplatnost smlouvy. Nová byla uzavřena 14. prosince 2007, přičemž ale již nebyla pro MKD tak výhodná – například potvrdila sice právo účasti vrcholných představitelů MKD na zasedáních vrcholných lidoveckých orgánů a na sjezdech, ale omezila jejich hlasovací práva.
Organizace i nadále vykazovala výrazný růst počtu členů (v březnu 2008 707 členů), tento trend byl přerušen v roce 2009, kdy se několik desítek členů s MKD rozešlo v důsledku podpory Miroslava Kalouska a jeho TOP 09 (rozštěpení MKD tedy okopírovalo rozkol v KDU-ČSL). Mezi odchozími byl například šéf středočeské krajské organizace Jan Jakob.
Další velkou ranou pro MKD bylo odštěpení několika členů, a jejich založení konkurenčího spolku Mladí lidovci v roce 2012. V důsledku toho se zhoršily již tak napjaté vztahy s KDU-ČSL, a zároveň Mladí křesťanští demokraté ztratili monopol na mládežnickou organizaci prosazující křesťansko-demokratické principy. Mezi představiteli MKD a Mladých lidovců navíc panovaly silné osobní animozity, které byly jednou z příčin rozštěpení.
S postupným zeslabováním pozice MKD, a změnami ve vedení organizace došlo k odlišné strategii spolku: méně formulovat své postoje navenek, a více se zaměřit na vzdělávání a diskuze mezi svými členy. I přes změnu ve strategii si MKD zachovalo poměrně jasnou názorovou vyhraněnost, a často přijímala usnesení prosazující určitou politickou linii, třebaže již nedocházelo k veřejné kritice strany. S tím byla spjata rovněž snaha o propagaci konzervativních myšlenek na sociálních sítích.
V posledních letech existence MKD sílilo sbližování mezi oběma mládežnickými organizacemi KDU-ČSL, tedy mezi MKD a Mladými Lidovci. V roce 2019 obě organizace zahájily proces postupného přizpůsobování svých norem a standardů, což v případně MKD znamenalo radikální proměnu stanov a pravidel členství. Následné změny vedly k rychlému snížení počtu členů pod stovku osob. V únoru 2019 proběhl v Jihlavě první společný celostátní výbor, který se zabýval zejména překážkami spojení v programové rovině. V následujícím období  proběhly další společné akce a jednání, tentokrát už o praktičtějších tématech, jako například podobu spojení, nový název, logo, apod. Cílem, o který usilovala i mateřská strana KDU-ČSL, bylo spojení do jedné silné mládežnické organizace. Tehdejší předseda MKD Benjamin Činčila opětovné sjednocení mládežnických organizací považoval za prioritu  svého mandátu, který měl původně skončit na podzim 2020 (mandát byl z důvodu pandemie koronaviru prodloužen do června 2021). Tato idea sloučení byla nakonec po odkladech daných pandemickou situací v červnu 2021 naplněna sloučením Mladých křesťanských demokratů s Mladými lidovci na společném sjezdu v Brně.

## Vztahy s KDU-ČSL
Sdružení hrálo roli mládežnické organizace KDU-ČSL, s níž mělo od 14. prosince 2007 uzavřenou smlouvu o spolupráci, která dává představitelům MKD právo účasti a poradního hlasu na jednáních celostátních orgánů KDU-ČSL. Ve stanovách sdružení bylo od roku 2019 uvedeno, že členové MKD nemohou být členy jiné strany, než je KDU-ČSL. Mnozí mladí křesťanští demokraté jsou členy KDU-ČSL, mezi jinými též David Macek, místopředseda strany v letech 2006–2010. V evropských volbách 2009 za KDU-ČSL kandidovali někdejší členové MKD Marie Jílková, David Macek, Tomáš Zdechovský či Daniel Feranc.
Navzdory úzkému propojení se řada mladých křesťanských demokratů dívala na KDU-ČSL značně kriticky, předmětem kritiky bývalo především malé nadšení až rezignaci v boji o křesťanské hodnoty a podporu projektů a zákonů, které nepovažují za slučitelné s křesťanskými a konzervativními postoji, příkladem tohoto kritického přístupu mohou být například bývalý předseda Jakub Kříž, předsedkyně pražské organizace a bývalá místopředsedkyně Mária Pešeková či bývalý předseda pražské organizace Matyáš Zrno.

### Názorové střety
Mezi vedeními KDU-ČSL a MKD došlo v minulosti k několika střetům, zpravidla postavených na tom, že MKD otevřeně kritizovala ve svých oficiálních usneseních některé dílčí aspekty politiky KDU-ČSL.
V roce 2000 kritizoval Celostátní výbor MKD nominaci Jaroslava Kopřivy na post lídra Čtyřkoalice a otevřeně tak podpořil Cyrila Svobodu v jeho vnitrostranickém boji s křídlem vedeným Janem Kasalem. To řadu Kasalových lidovců silně rozhořčilo: jednak to považovali za nevhodný vnější zásah do vnitřních záležitostí KDU-ČSL, jednak to bylo v rozporu s tehdy platnou smlouvou o spolupráci, podle které mělo MKD svá oficiální veřejná vyjádření s KDU-ČSL konzultovat, což se v tomto případě nestalo.
V roce 2006 nejprve MKD ostře odmítlo plán Miroslava Kalouska na koalici s ČSSD podporovanou od KSČM, což žádné větší napětí nevyvolalo, neboť v tomto s MKD souhlasila drtivá většina strany a Kalousek byl rychle přinucen k rezignaci. Později předsednictvo MKD ostře kritizovalo nominaci Heleny Třeštíkové na post ministryně kultury za KDU-ČSL s poukazem na její protikatolické vystupování a podporu registrovaného partnerství. Někteří představitelé MKD v čele s Matyášem Zrnem navíc zároveň zkritizovali čelní představitele strany, především pak Jiřího Čunka. Následná roztržka vedla k odložení podpisu nové smlouvy o spolupráci, k němuž tak došlo až v prosinci 2007, po nástupu nového předsednictva MKD. Během roku 2007 také vedení MKD několikrát pro změnu podpořilo Jiřího Čunka proti útokům tisku ohledně „vystěhování vsetínských Romů“ a „údajné úplatkářské kauzy“ a vyjádřilo přání, aby setrval ve funkci.
Další velkou kritiku KDU-ČSL ze strany MKD přineslo usnesení celostátního výboru MKD ze 30. listopadu 2008, které ostře odsoudilo podporu, které se od ministrů KDU-ČSL dostalo návrhu zákona o specifických zdravotních službách, který rozšiřoval přístup k potratům, a požadovalo, aby strana dosáhla stažení zákona ze Sněmovny.
Na přelomu let 2009 a 2010 došlo k názorovému střetu mezi MKD a Sdružením žen KDU-ČSL v otázce zavedení povinných kvót pro ženy na kandidátkách.
V roce 2011 MKD podpořili Ladislava Bátoru navrhovaného do funkce náměstka ministra školství. Napětí mezi MKD a méně pravicovou KDU-ČSL se zmírnilo po zvolení Pavla Bělobrádka, taktéž bývalého člena MKD, předsedou lidovců.

## Vztahy s ostatními organizacemi
V rámci KDU-ČSL existovaly v letech 2012–2021 paralelně dvě mládežnické organizace. Krom MKD působili taky Mladí lidovci, kteří vznikli v roce 2012 iniciativou skupiny členů nesouhlasících s dalším směřováním MKD. Po letech vzájemného chladného vztahu došlo v roce 2018 k zahájení dialogu, který měl postupně vést ke sjednocení. K němu nakonec došlo, na společném sjezdu v Brně ve dnech 4. a 5. června, kde obě organizace schválily své sloučení a fúzi do nové organizace, která bude fungovat pod názvem "Mladí lidovci".
V historii MKD existovala rozsáhlá spolupráce s různými domácími konzervativními organizacemi, především pak s Mladými konzervativci, Mladou občanskou platformou, Občanským institutem a Hnutím Pro život, s nimiž MKD spolupracovali při přípravě svých vzdělávacích akcí.
Na mezinárodní úrovni bylo MKD členem Mladé evropské lidové strany (YEPP), po sloučení s Mladými lidovci přešlo členství do sjednocené organizace Mladí lidovci.

## Předsedové MKD
| Rok       | Jméno            |
| --------- | ---------------- |
| 1998–1999 | Jiří Šopek       |
| 1999–2002 | Jana Adamcová    |
| 2002–2006 | David Čermák     |
| 2006–2009 | Jakub Kříž       |
| 2009–2014 | Petr Jurčík      |
| 2014–2016 | Jan Málek        |
| 2016–2018 | Jan Gregor       |
| 2018–2021 | Benjamin Činčila |